# Diana Gabaldon
 (octobre 2023).
Si vous disposez d'ouvrages ou d'articles de référence ou si vous connaissez des sites web de qualité traitant du thème abordé ici, merci de compléter l'article en donnant les références utiles à sa vérifiabilité et en les liant à la section « Notes et références ».
Pour les articles homonymes, voir Gabaldon.
Œuvres principales
- Série Le Chardon et le Tartan

Diana J. Gabaldon, née le 11 janvier 1952 à Flagstaff en Arizona, est une romancière américaine d'origine mexicaine et anglaise, notamment connue pour la série Le Chardon et le Tartan, adaptée à la télévision sous le titre d'Outlander, et de sa série dérivée Lord John Grey (en).

## Biographie
Née le 11 janvier 1952 en Arizona, Diana Gabaldon a un père originaire du Nouveau-Mexique et une mère anglaise, du Yorkshire. Elle grandit à Flagstaff, Arizona, et vit maintenant à Scottsdale, Arizona, avec son mari Doug Watkins et leurs trois enfants, dont l'écrivain américain de fantasy Sam Sykes.
Elle est titulaire de trois diplômes, obtenus dans deux institutions différentes : une licence de zoologie de la Northern Arizona University, 1970-73, un master de biologie marine de l'université de Californie à San Diego, Scripps Institution of Oceanography, 1973-75 et un doctorat d'écologie de la Northern Arizona University, 1975-78.

### Parcours littéraire
Ses romans sont assez difficiles à classifier par genre puisqu'ils empruntent tant au roman d'amour qu'au roman historique et au fantastique (sous la forme du voyage dans le temps).
Ses premiers essais d'écriture furent postés sur le forum d'écriture de CompuServe. Des commentaires positifs de la part d'autres membres du forum la persuadèrent de finir et de publier le premier roman de la série Le Chardon et le Tartan. Les romans de cette série sont centrés autour de Claire, une infirmière anglaise du XXe siècle qui voyage dans le temps et de son mari Jamie, un guerrier écossais du XVIIIe siècle. L'histoire est d'ailleurs le plus souvent racontée du point de vue de Claire.

## Œuvres

### SérieLe Chardon et le Tartan / Outlander
- La Porte de pierre (première partie du tome 1)
- Le Bûcher des sorcières (seconde partie du tome 1)
- Le Talisman (première partie du tome 2)
- Les Flammes de la rébellion (seconde partie du tome 2)
- Le Voyage (tome 3)
- Les Tambours de l'automne (tome 4)
- La Croix de feu (première partie du tome 5)
- Le Temps des rêves (deuxième partie du tome 5)
- La Voie des songes (troisième partie du tome 5)
- La Neige et la cendre (première partie du tome 6)
- Les Grandes Désespérances (deuxième partie du tome 6)
- Les Canons de la liberté (troisième partie du tome 6)
- Le Clan de la révolte (quatrième partie du tome 6)
- L'Écho des cœurs lointains - 1 : Le Prix de l'indépendance (première partie du tome 7)
- L'Écho des cœurs lointains - 2 : Les Fils de la liberté (seconde partie du tome 7)
- Écrit avec le sang de mon cœur - Partie 1 (première partie du tome 8)
- Écrit avec le sang de mon cœur - Partie 2 (seconde partie du tome 8)
- L'Adieu aux abeilles - 1 (première partie du tome 9)
- L'Adieu aux abeilles - 2 (seconde partie du tome 9)

### SérieLord John Grey
Lord John Grey est un personnage récurrent de la série Le Chardon et le Tartan.
1. Le club Hellfire, Presses de la Cité (Lord John and the Hellfire Club, Headline, 1998)In the anthology "Past Poisons". A lire avant Une affaire privée (lord John revient d'Ardsmuir).
2. Une affaire privée, Presses de la Cité (Lord John and the Private Matter, 2003)
3. Lord John and the Succubus, 2004Nouvelle parue dans Legends II, édité par Robert Silverberg
4. Lord John and the Brotherhood of the Blade, 2007
5. Lord John and the Haunted Soldier, 2007
6. Une odeur de soufre, Presses de la Cité (Lord John and the Hand of Devils)Regroupe les 3 nouvelles Lord John and the Hellfire Club, Lord John and the Succubus, Lord John and the Haunted Soldier. Réédité sous le titre La Marque des démons aux éditions Libre Expression), ce livre reprend les trois nouvelles : Le club Hellfire, à lire avant Une affaire privée (lord John revient d'Ardsmuir), Le Succube, à lire avant La Confrérie de l'épée, Le Soldat hanté à lire après La Confrérie de l'épée
7. The Custom of the Army, 2010Nouvelle publiée dans "Warriors (anthology)"
8. Le Prisonnier écossais, Presses de la Cité, 2014 (Lord John and the Scottish Prisoner, 2011)
9. Le Cercle des sept pierres, J'ai lu, 2018 ((en) Seven Stones to Stand or Fall, 2017)Recueil contenant sept nouvelles dont deux inédites[1]

La version française de la série Lord John Grey est éditée par Presses de la Cité
- La Confrérie de l'épée, roman

### Nouvelles
- A Leaf on the Wind of All Hallows (2010), nouvelle publiée dans l'anthologie Songs of Love and Death (en), plus tard parue dans la série Lord John (en) (2012)[2]. La nouvelle raconte l'histoire des parents de Roger MacKenzie, Jerry et Dolly lorsque celui-ci découvre le mystère de Craigh na Dun[3].
- The Space Between (2013), nouvelle publiée dans l'anthologie The Mad Scientist's Guide to World Domination (en), parue ensuite dans A Trail of Fire (2012). Ce sont les chroniques de voyage de Joan MacKimmie (belle-fille de Jamie Fraser) et de Michael Murray (neveu de Jamie).
- Novices (Virgins, 2013), nouvelle parue dans l'anthologie Dangerous Women qui retrace la vie de mercenaires menée par Jamie et son ami Ian Murray en 1740 en France[4]. La nouvelle parait également indépendamment en 2016[5]. Elle est traduite et paraît en 2017 chez J'ai lu dans Dangerous Women, tome 2.

### Bande dessinée
- The Exile: An Outlander Graphic Novel (en), 2010

### Non fiction
- The Outlandish Companion, 1999

## Distinctions

### Récompenses
- 24 septembre 2006 : Diana Gabaldon reçoit le International Corine Book Award 2006, dans la catégorie Weltbild Readers Award, résultat d'un vote public sur la page web de l'éditeur.
- 10 octobre 2006 : Diana Gabaldon reçoit le Quill Book Award 2006, dans la catégorie science-fiction/fantasy/horreur, résultat d'un vote public sur internet.

### Nomination
- Women's Image Network Awards 2017 : Scénario de Vengeance is Mine d'Outlander, saison 2

### Autres
Depuis le 5 février 2024, l'astéroïde (28890) Gabaldon est nommé en son honneur.